# Europamästerskapen i badminton 1978
Europamästerskapen i badminton 1978 anordnades den 13-15 april i Preston, England. 

## Medaljsummering
| Pl. | Nation        | Guld | Silver | Brons | Totalt |
| --- | ------------- | ---- | ------ | ----- | ------ |
| 1   | England       | 4    | 2      | 2     | 8      |
| 2   | Danmark       | 2    | 2      | 1     | 5      |
| 3   | Sverige       | 0    | 2      | 4     | 6      |
| 4   | Nederländerna | 0    | 0      | 3     | 3      |
| 5   | Skottland     | 0    | 0      | 1     | 1      |

## Resultat
| Event       | Guld                      | Silver                        | Brons                            |
| Herrsingel  | Flemming Delfs            | Thomas Kihlström              | Sture Johnsson                   |
| Herrsingel  | Flemming Delfs            | Thomas Kihlström              | Ray Stevens                      |
| Damsingel   | Lene Køppen               | Jane Webster                  | Anette Börjesson                 |
| Damsingel   | Lene Køppen               | Jane Webster                  | Joke van Beusekom                |
| Herrdubbel  | Ray Stevens Mike Tredgett | Bengt Fröman Thomas Kihlström | David Eddy Eddy Sutton           |
| Herrdubbel  | Ray Stevens Mike Tredgett | Bengt Fröman Thomas Kihlström | Stefan Karlsson Claes Nordin     |
| Damdubbel   | Nora Perry Anne Statt     | Jane Webster Barbara Sutton   | Inge Borgström Pia Nielsen       |
| Damdubbel   | Nora Perry Anne Statt     | Jane Webster Barbara Sutton   | Joke van Beusekom Marjan Ridder  |
| Mixeddubbel | Mike Tredgett Nora Perry  | Steen Skovgaard Lene Køppen   | Billy Gilliland Joanna Flockhart |
| Mixeddubbel | Mike Tredgett Nora Perry  | Steen Skovgaard Lene Køppen   | Rob Ridder Marjan Ridder         |
| Lag         | England                   | Danmark                       | Sverige                          |